# فلول بالا
فلول بالا (به لاتین: Folowl-e Bala) یک منطقهٔ مسکونی در افغانستان است که در ولایت بغلان واقع شده‌است.